# Lokman Slim
Mohsen Lokman Slim (àrab: لقمان محسن سليم, Luqmān Muḥsin Salīm) (17 de juliol de 1962 - 4 de febrer de 2021) va ser un editor, activista polític i comentarista libanès, que va promoure una cultura del record i la memòria dels arxius per fer front als nombrosos conflictes passats i presents del Líban i de tota la regió. Era conegut per ser un crític destacat d'Hezbollah, però alhora també crític amb la resta de partits sectaris. El van matar a trets i va ser trobat mort al seu cotxe a una zona dominada per Hezbollah del sud del Líban.

## Primera vida i carrera
Lokman Slim va néixer a Haret Hreik, el que llavors era un poble proper i que ara és un barri el sud de Beirut. Era descendent d'una influent família libanesa xiïta amb forts vincles amb les elits cristianes. La seva mare, Salma Merchak, que el va sobreviure, és cristiana d'Egipte. El seu pare, Mohsen Slim, va ser diputat al parlament libanès del 1960 al 1964 i el 1977 va fundar el partit dominat pels xiïtes de la Union des Forces Libaneses, que exigia el desarmament de les forces palestines militants al Líban. Més tard, en el transcurs de la guerra civil libanesa, va traslladar el seu despatx d'advocats a París.
Lokman Slim es va traslladar a França el 1982 per estudiar filosofia a la Universitat París-Sorbona. Va tornar a Beirut el 1988. Dos anys més tard, va fundar l'editorial Dar al Jadeed, que publica literatura àrab i assajos de contingut controvertit. Les seves publicacions van des de llibres prohibits per la Seguretat General libanesa fins a les primeres traduccions en àrab dels escrits de Muhammad Khatami, l'expresident reformista iranià, que van generar controvèrsia a la comunitat xiïta del Líban. Diversos articles, assaigs i traduccions de Slim s'han publicat en diaris i llibres en anglès, francès i àrab. Va viure i treballar als suburbis del sud de Beirut, al Gran Beirut, al sud del Líban i a la vall de Bekaa.

## L’art com a activisme polític

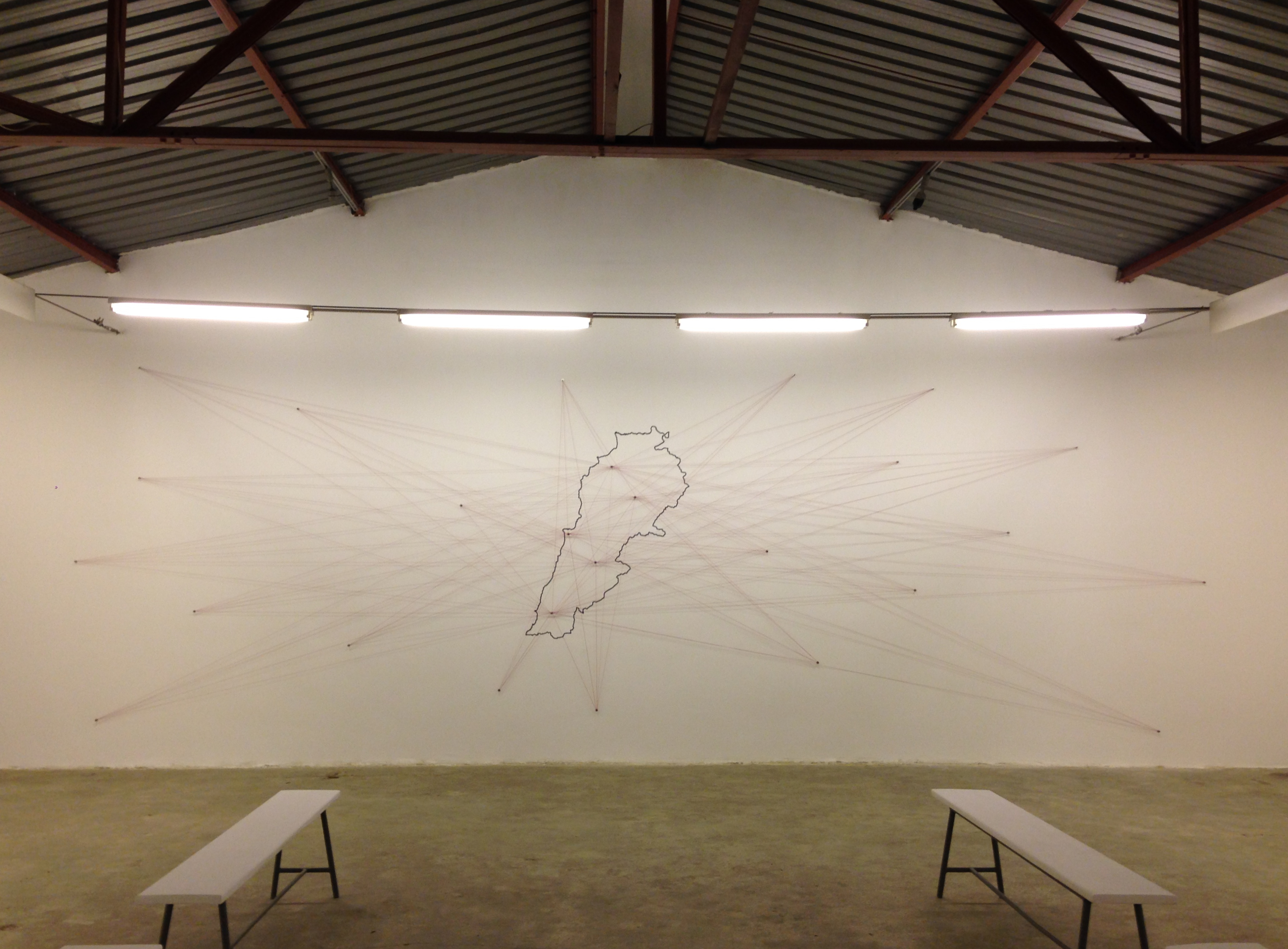
UMAM-Hangar durant l'exposició del 2018 "En lloança a la fusió libanesa"

El 2001, Slim es va passar al cinema amb l'establiment d'Umam Productions, que ha produït diverses pel·lícules, inclosa Massaker codirigida per Slim i la seva esposa alemanya Monika Borgmann. Va guanyar el premi Fipresci al Festival Internacional de Cinema de Berlín el 2005. El 2004, va fundar Umam Documentation &amp; Research (D&R), una organització sense ànim de lucre amb seu al suburbi de Haret Hreik, al sud de Beirut, on l’organització està creant un arxiu obert de materials sobre la història social i política del Líban. L'organització organitza i facilita exposicions al seu famós "Hangar" perquè els artistes puguin abordar obertament les cicatrius de la guerra civil libanesa (1975-1990), que es considera tabú i que no s'ensenya ni als nivells primari ni secundari. Umam també organitza projeccions de pel·lícules, exposicions d'art i debats relacionats amb la violència civil i la memòria bèl·lica.
Una de les exposicions en curs d'Umam des del 2008 és "Missing", un collage de fotografies que representen persones desaparegudes de la guerra civil libanesa. L'exposició es presentà conjuntament amb el Comitè de familiars dels segrestats i desapareguts del Líban, el suport als libanesos a la detenció i l'exili i el Comitè de les famílies dels detinguts libanesos a Síria juntament amb centenars de persones relacionades amb els desapareguts.

## L'educació cívica com a motor del canvi polític
El projecte de Slim, Hayya Bina (HB), que significa "Anem", és una iniciativa que va començar durant les eleccions parlamentàries del 2005 al Líban amb l'objectiu de promoure la participació ciutadana en el procés polític i oposar-se al sistema sectari del Líban. El mateix Slim va comparar les comunitats sectàries de base religiosa amb "cèl·lules en què els libanesos són empresonats". Hayya Bina implementa projectes a tot el país, treballant particularment a les comunitats xiïtes del sud del Líban, al " Dahieh " de Beirut, al mont Líban i a les regions de la vall de la Bekaa.
El 2008, Hayya Bina va participar com a sòcia amb el projecte "Citizen Lebanon" de l'Institut Democràtic Nacional (NDI). Juntament amb entrenaments de lideratge i participació cívica realitzats per NDI, Hayya Bina va encapçalar diversos projectes de defensa pública a les zones xiïtes del Líban. A Baalbek, el personal de camp de Hayya Bina va organitzar un projecte de pesticides per ajudar a impulsar l'economia dels agricultors locals; a Shmustar, el personal es va coordinar amb els residents per defensar públicament els serveis de recollida d’escombraries per evitar la propagació de malalties transmissibles; a Hermel, un projecte de tota la regió per netejar el riu Assi. Aquest projecte incloïa activitats de sensibilització ambiental, dies de neteja i discussions formals amb els càrrecs electes.
Hayya Bina continuà implementant l'únic programa d'educació anglesa del Líban per a dones adultes, "Teach Women English", reclutant professors a les zones rurals per portar classes a les zones amb depressió econòmica del sud i la vall de Bekaa. La pedagogia del programa combina gramàtica formal amb nodes substantius, com ara drets humans, civisme, lloc de treball i vocabulari a la llar. L'èmfasi transregional del programa també ha permès als professors rurals que mai no han marxat dels seus pobles viatjar per tot el país per obtenir programes de formació de professors.
Slim va declarar el 2019 que el líder de Hezbollah era el responsable dels presumptes incidents en què la gent arribava a casa seva i a les seves oficines per entonar insults i amenaces. També va denunciar amenaces de mort després d'un debat durant les protestes libaneses del 2019-2020. Slim afirmà que Hezbollah va tenir un paper en l'explosió de Beirut del 2020.

## Mort
La nit del 3 de febrer de 2021, durant el tancament, Lokman tornava sol amb el seu cotxe llogat a Beirut, després de visitar un amic al poble de Niha, al districte de Tir, ja no se'l va poder localitzar en les següents hores. Més tard, el seu cotxe va ser descobert en una àrea remota entre els pobles d'Addoshiyeh i Tafahta, al districte sud d'Al Zahrani, al districte de Sidon, i Lokman va ser trobat mort al seu interior, havent rebut quatre trets al cap i un a l'esquena. Va ser ingressat en un hospital local, on va ser declarat mort. La seva germana va dir que hi havia "probablement antecedents ideològics i polítics en l'assassinat".
Slim havia declarat, el 2019, que els partidaris de Hezbollah l’havien amenaçat a casa seva i l’acusaven de traïció. Després de confirmar-se la mort, Jawad Nasrallah, fill del líder de Hezbollah, va tuitejar: "La pèrdua d'algunes persones és de fet un guany no planificat #notsorry". Més tard, va esborrar el missatge i va negar que s'hagués referit a Slim. Hezbollah va condemnar l'assassinat, va negar qualsevol implicació i va demanar una investigació immediata. DW va publicar que Slim era "un d'una llarga llista d'assassinat" que afectava els crítics de Hezbollah i que "ningú al Líban espera cap resolució a l'assassinat de Slim".